# Éclipse solaire
Pour les articles homonymes, voir Éclipse (homonymie).
Cet article possède un paronyme, voir Éclipse scolaire.

Photo de l'éclipse totale de 1999.

Une éclipse solaire (ou plus exactement une occultation solaire) se produit lorsque la Lune se place devant le Soleil, occultant totalement ou partiellement l’image du Soleil depuis la Terre. Cette occultation assombrit plus ou moins le ciel. Dans le cas d'une éclipse totale, la nuit est visible en plein jour pendant quelques minutes. Cette configuration peut se produire uniquement durant la nouvelle lune, quand le Soleil et la Lune sont en conjonction par rapport à la Terre. 
Dans des époques reculées et dans certaines cultures actuelles, il est attribué aux éclipses solaires des propriétés mystiques. Les éclipses solaires peuvent être effrayantes pour des personnes ignorant la nature relativement inoffensive de ce phénomène astronomique. En effet, le Soleil disparaît soudainement au cours de la journée et le ciel s'obscurcit en quelques minutes.
Les éclipses totales de Soleil à un endroit donné de la Terre sont des évènements très rares et de courte durée (pas plus de huit minutes). Quel que soit le lieu sur Terre, la totalité est observée uniquement sur une bande étroite qui correspond au passage de l'ombre portée de la Lune sur la surface terrestre. Une éclipse totale solaire est un phénomène naturel spectaculaire et de nombreuses personnes (les « chasseurs d'éclipses ») envisagent de voyager pour assister à ce type d’évènement.
L'éclipse totale de 1999 en Europe était considérée, au moment où elle eut lieu, comme l'éclipse qui eut le plus d'observateurs de l'histoire humaine, ce qui a permis d'informer le public sur ce phénomène.

## Types
Il existe quatre types d'éclipses solaires :
- une éclipse totale se produit lorsque le Soleil est complètement occulté par la Lune. Le disque solaire intensément lumineux est remplacé par une silhouette lunaire noire, et la majeure partie de la couronne solaire est visible. Durant toute l'éclipse, la totalité est observable uniquement sur une bonne partie de l'étroit parcours de l'ombre sur la surface de la Terre ;
- une éclipse annulaire se produit quand le Soleil et la Lune sont parfaitement alignés avec la Terre (c'est aussi une éclipse « centrale »), mais que la taille apparente de la Lune est légèrement inférieure à celle du Soleil. C'est-à-dire que le Soleil apparaît comme un anneau très brillant entourant le disque lunaire ;
- une éclipse hybride, appelée aussi éclipse annulaire-totale ou éclipse mixte est l'état intermédiaire entre une éclipse totale et une éclipse annulaire. C'est une sorte de mélange ou de transition, entre les deux. Elle est donc annulaire ou totale, selon le lieu d'observation. Si en certains points géographiques terrestres elle est annulaire : au début ou à la fin de son parcours, où la distance surface terrestre - Lune est plus longue d'un rayon terrestre que celle à mi-parcours ; sur le reste du parcours, où la distance surface terrestre - Lune est plus courte, elle est totale. Une éclipse perlée est une éclipse mixte qui doit son nom à la couronne de perles formée par les grains de Baily lorsque les diamètres apparents de la Lune et du Soleil sont très voisins[3]. 
 Les éclipses hybrides sont assez rares :
  - à notre époque, l'avant-dernière a eu lieu le 8 avril 2005 et la suivante a eu lieu le 3 novembre 2013,
  - avant la première du XXIe siècle, il y eut une paire d'hybrides à la fin du XXe siècle : celle des 3 octobre 1986[4] et 29 mars 1987[5] ; un « duo » encore plus rare. 
 → Le prochain « duo », ou doublet hybride, est celui du milieu de ce siècle avec les éclipses des 25 novembre 2049 et 20 mai 2050, et ce sera le seul du XXIe siècle ;

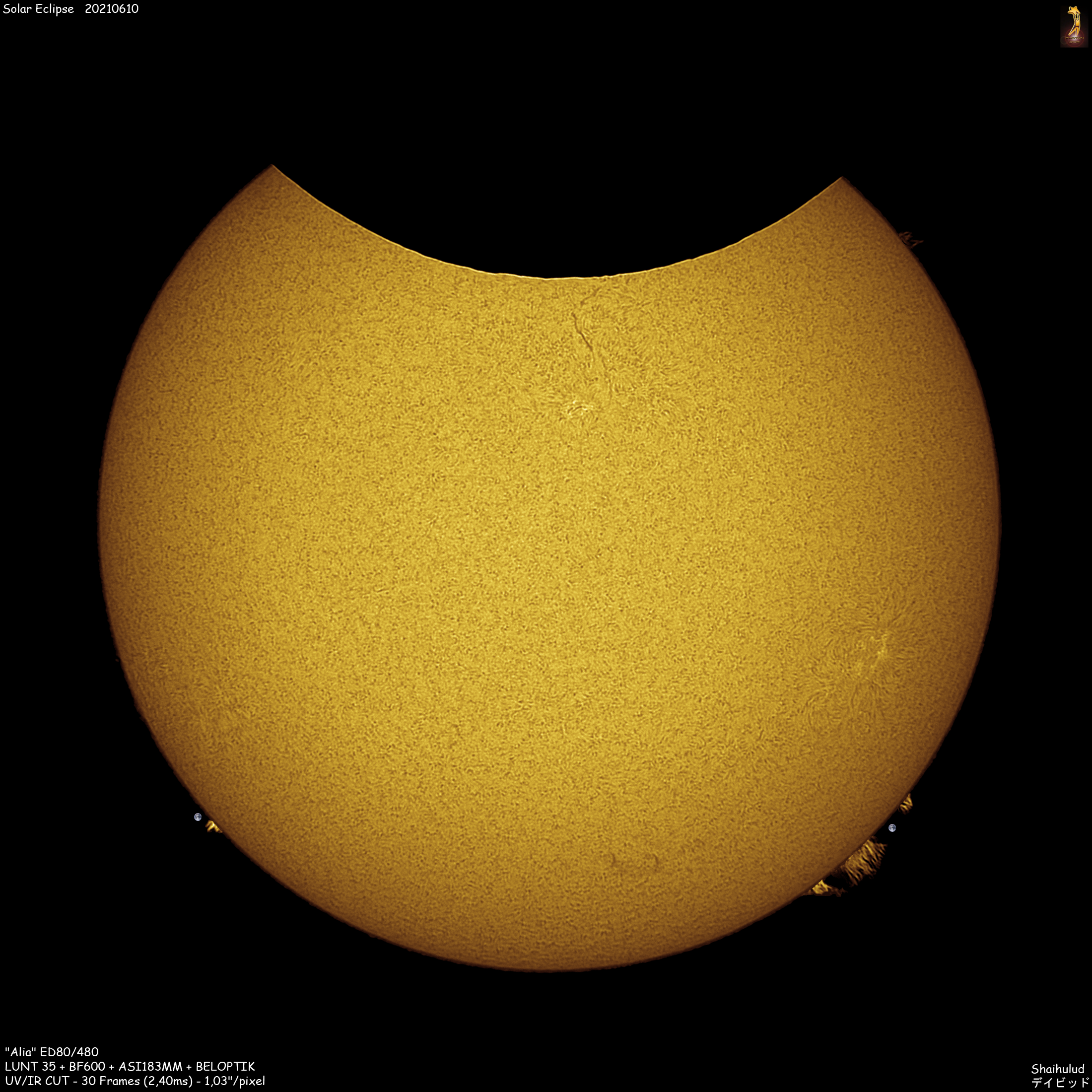
Éclipse partielle du 10 juin 2021.

- une éclipse partielle se produit lorsque le Soleil et la Lune ne sont pas parfaitement alignés et que la Lune n'occulte qu'en partie le Soleil. Ce phénomène peut être généralement observé sur une grande partie de la Terre en dehors de la bande d'ombre d'une éclipse totale ou d'une éclipse annulaire. 
 On appelle « éclipse partielle » une éclipse qui ne présente sur Terre que les phases partielles. Elle se produit lorsque l'alignement Soleil-Lune passe au « nord du pôle Nord » ou au « sud du pôle Sud ». La zone partielle peut concerner les zones polaires et tempérées, mais pas tropicales.

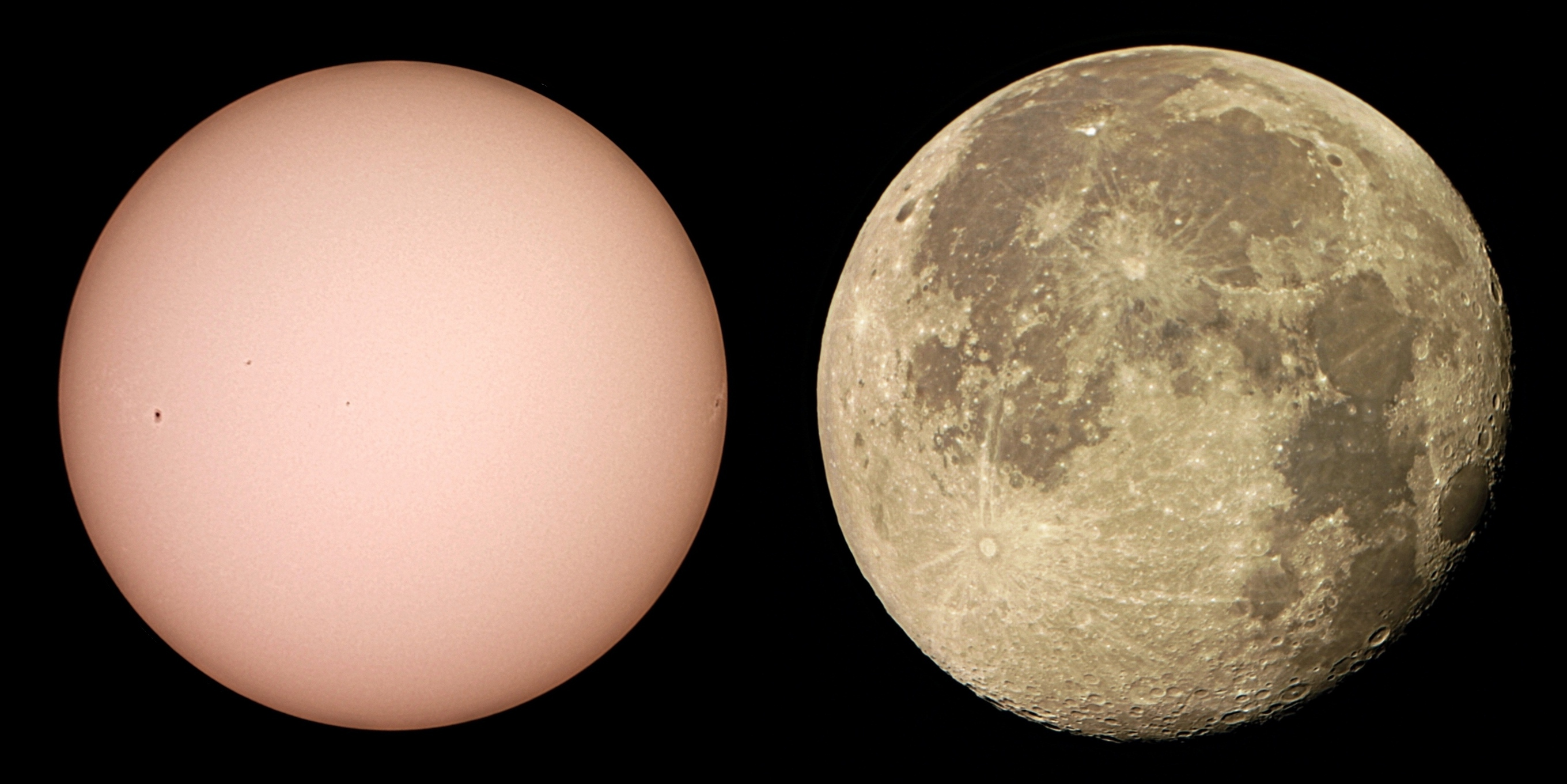
Le Soleil et la Lune, ici photographiés le même jour (1 août 2015, jour de pleine lune) avec le même télescope, ont un diamètre apparent similaire, ce qui nous permet de bénéficier d'éclipses solaires totales ou annulaires suivant la position de la Lune sur son orbite elliptique.

La distance entre le Soleil et la Terre est 390 fois plus grande que celle entre la Lune et la Terre. Le diamètre du Soleil est 400 fois plus grand que celui de la Lune. Puisque ces rapports sont approximativement les mêmes, les tailles apparentes depuis la Terre du Soleil et de la Lune sont approximativement identiques : ~0,5 degré (~30') d'arc angulaire. Parce que l'orbite de la Lune autour de la Terre est une ellipse, tout comme l'est l'orbite terrestre autour du Soleil, les tailles apparentes du Soleil et de la Lune varient.
La magnitude d'une éclipse est le rapport de la taille apparente de la Lune divisée par celle du Soleil pendant l'éclipse. Une éclipse, quand la Lune avoisine sa distance la plus éloignée par rapport à la Terre (c’est-à-dire, son apogée), peut être uniquement annulaire car la Lune parait alors plus petite que le Soleil ; la magnitude d'une éclipse annulaire est inférieure à 1.
Il y a généralement un peu plus d'éclipses annulaires que d'éclipses totales car, en moyenne, la Lune est située trop loin de la Terre pour masquer complètement le Soleil. Une éclipse hybride se produit quand la magnitude de l'éclipse est très proche de 1 : l'éclipse deviendra totale en certains endroits sur Terre et annulaire en d'autres.
L'orbite de la Terre autour du Soleil est aussi elliptique, donc la distance qui sépare la Terre du Soleil varie au cours de l'année. Ceci influe sur la taille apparente du Soleil, mais pas autant que la variation de la distance Terre-Lune. Lorsque la Terre approche sa distance la plus éloignée par rapport au Soleil (l'aphélie) en juillet, ceci tend à favoriser les éclipses totales. Quand la Terre atteint sa plus proche distance du Soleil (le périhélie) en janvier, ceci tend à favoriser les éclipses annulaires.
→ Ces dates sont valables pour notre époque, le grand axe de l'orbite terrestre a une précession tout comme les saisons. La combinaison de ces précessions font que le périhélie et l'aphélie avancent dans les saisons au rythme d'un jour sur 70 ans. L'excentricité de l'orbite terrestre varie aussi au cours des époques.

### Terminologie
Le terme éclipse centrale est souvent utilisé comme expression générique pour désigner une éclipse, qu'elle soit totale, annulaire, ou hybride. Toutefois, ceci n'est pas rigoureusement exact : la définition d'une éclipse centrale est une éclipse durant laquelle la ligne centrale de l'ombre touche la surface de la Terre. Il est cependant possible, mais très rarement, qu'une partie de l'ombre atteigne la surface terrestre (créant ainsi une éclipse annulaire ou une éclipse totale), mais pas sa ligne centrale. Ce type d'éclipse est appelée éclipse non-centrale (totale ou annulaire). Et se produit toujours sur le bord de l'hémisphère diurne, avec le Soleil proche de l'horizon : au levant ou au couchant.
Selon la définition de l'éclipse donnée aujourd'hui par l'Académie française, il apparaît que l'expression « éclipse solaire » convient très bien à cet évènement astronomique : le phénomène de la Lune passant devant le Soleil correspond à une occultation d'un corps céleste par un autre, énoncé de la définition. Toutefois, il n'en est pas de même lorsque la Lune disparait à la pleine lune en passant dans l'ombre de la Terre. L'évènement est alors appelé éclipse lunaire, mais cette expression n'est pas conforme à la définition astronomique, puisque vu de la Terre, le phénomène alors rencontré n'est pas une occultation. Inversement, l'autre appellation adéquate désignant « l'éclipse solaire » est occultation solaire (depuis la surface terrestre). Cependant, du point de vue étymologique, l’éclipse (du grec ekleipsis, abandon, disparition) d’un corps céleste est bel et bien sa disparition temporaire pour un observateur terrestre : avant le XXe siècle, il n’était pas possible de faire d’observation hors de la Terre. Ceci justifie l’usage fait habituellement de l'expression « éclipse lunaire » qui trouve de cette manière sa traduction littérale dans un grand nombre de langues. Le mot français « occultation » n'est apparu qu'au XVe siècle en astronomie et est toujours considéré comme synonyme d'éclipse dans les dictionnaires à usage général.

### Prédictions
Contrairement à ce qui a été souvent affirmé à la suite d'une erreur d'Edmond Halley, ce que les Chaldéens appelaient saros n'a rien à voir avec les éclipses et ne permettait en aucun cas de prédire une éclipse solaire visible dans le monde connu de l'époque. La fameuse prédiction d'éclipse solaire de Thalès relatée par Hérodote (cf infra, éclipses historiques), est probablement exagérée. Cette éclipse s'est bien produite le 28 mai -585 et était visible dans cette partie du monde. Mais une prédiction d'éclipse suppose des outils théoriques et mathématiques très avancés, qu'on estime n'avoir été élaborés qu'au IIe siècle av. J.-C. par Hipparque (190 à 120 av. J.-C.) grâce à sa théorie des épicycles.
Et une fois ces outils élaborés, il faut encore dresser des tables très précises. On ne sait pas avec certitude quand les premières tables permettant des calculs d'éclipses ont vu le jour. Elles sont antérieures à Ptolémée, qui les a perfectionnées, et elles n'existent pas en Grèce avant Hipparque. On ne sait pas si ce dernier a effectué avec succès de tels calculs, mais en tout cas il a mis au point la méthode.
À partir de Ptolémée (vers 140 apr. J.-C.), on vérifiait la théorie après l'éclipse, car pour la prédire, il aurait fallu effectuer de fastidieux calculs, le plus souvent en vain, lors de chaque nouvelle lune. La première prédiction d'éclipse solaire établie de manière certaine, dont on possède le calcul, est celle du 16 juillet 1330, réalisée par Nicéphore Grégoras à Byzance, d'après les Tables faciles de Théon d'Alexandrie et d'après l'Almageste de Ptolémée.

### Géométrie

Schéma d'une éclipse solaire.

Le diagramme de droite montre l'alignement du Soleil, de la Terre et de la Lune pendant une éclipse solaire (les distances et les tailles respectives ne sont pas à l'échelle). La région gris foncé sous la Lune est l'ombre, où le Soleil est complètement obscurci. La petite zone où l'ombre touche la surface terrestre est l'endroit où une éclipse totale peut être observée. La plus grande région gris clair est la pénombre, dans laquelle seule une éclipse partielle peut être observée.
L'orbite de la Lune autour de la Terre est inclinée de 5 degrés par rapport au plan de l'orbite terrestre autour du Soleil (l'écliptique). C'est pourquoi, au moment de la nouvelle lune, la Lune passe habituellement au-dessus (au nord) ou en dessous (au sud) du Soleil. Une éclipse solaire peut se produire uniquement lorsque la nouvelle lune se trouve près d'un des points (appelés nœuds) où l'orbite lunaire croise l'écliptique.
Comme il a été précisé plus haut, l'orbite lunaire est aussi elliptique. La distance Terre-Lune peut varier de 6 % par rapport à sa valeur moyenne. C'est pourquoi la taille apparente de la Lune varie suivant sa distance par rapport à la Terre, et c'est la cause qui conduit à la différence entre les éclipses totales et les éclipses annulaires. La distance de la Terre au Soleil varie suivant l'année, mais ceci a un plus faible impact. En moyenne, la Lune parait légèrement plus petite que le Soleil, ainsi la majorité (près de 60 %) des éclipses centrales sont annulaires. C'est seulement quand la Lune est plus près de la Terre que la moyenne (près de son périgée) que l'éclipse totale se produit.

A Éclipse totale dans l'ombre.
B Éclipse annulaire dans l'antéombre.
C Éclipse partielle dans la pénombre.

La Lune tourne autour de la Terre en approximativement 27,32 jours par rapport à un repère de référence fixe. C'est le mois sidéral. Toutefois, durant un mois sidéral, la Terre accomplit une partie de son parcours autour du Soleil, effectuant un temps moyen entre une nouvelle lune et la prochaine plus long que le mois sidéral : approximativement 29,53 jours. Ce temps moyen, qui est connu en tant que mois synodique, correspond à ce qui est communément appelé mois lunaire.
La Lune passe du nord au sud de l'écliptique en son nœud descendant, et vice versa en son nœud ascendant. Toutefois, les nœuds orbitaux de la Lune se déplacent progressivement dans un mouvement rétrograde, dû à l'action de la gravité du Soleil sur le déplacement de la Lune, et ils font un circuit complet en 18,6 années. Ceci signifie que le temps entre deux passages de la Lune par le nœud ascendant est légèrement plus court que le mois sidéral. Cette période est appelée le mois draconitique.
Enfin, le périgée de la Lune se déplace lentement et avance plus loin que le périgée précédent : il réalise un cycle complet en 8,85 années. Le temps écoulé entre le passage à un périgée et le suivant est appelé mois anomalistique dont la durée est approximativement 27,56 jours.
L'orbite de la Lune coupe l'écliptique aux deux nœuds qui sont séparés par 180 degrés. Ainsi, la nouvelle lune se produit près des nœuds à deux périodes de l'année séparées approximativement par 173 jours (la moitié de l'année écliptique, soit aussi la moitié de l'année sidérale moins la précession des nœuds), et il y a toujours au moins une éclipse durant ces périodes, appelées « saisons d'éclipses ». Parfois la nouvelle lune se produit assez proche des nœuds durant deux mois consécutifs. Ceci signifie que pour une année donnée, il y aura toujours au moins deux éclipses, tout comme il peut y en avoir quatre. Pourtant, certaines sont visibles uniquement en tant qu'éclipses partielles, car l'ombre passe au-delà des pôles nord ou sud, et d'autres sont centrales seulement dans des régions de l'Arctique ou de l'Antarctique.

### Trajectoire
Durant une éclipse centrale, l'ombre de la Lune (ou anté-ombre, dans le cas d'une éclipse annulaire) se déplace rapidement d'Ouest en Est sur la Terre. La Terre tourne aussi d'Ouest en Est, mais l'ombre se déplace plus rapidement quel que soit le point donné sur la surface terrestre, donc elle parait presque toujours se déplacer dans le sens Ouest-Est sur la carte.
Il y a certaines rares exceptions à cela, qui se produisent durant une éclipse « du Soleil de minuit » dans les régions arctiques ou antarctiques.
La largeur de la bande d'une éclipse centrale varie suivant le diamètre apparent relatif du Soleil et de la Lune. Dans la plupart des circonstances favorables, quand une éclipse se produit très près du périgée, la bande peut mesurer plus de 250 km de largeur et la durée de la totalité peut durer plus de 7 minutes. En dehors de la bande centrale, une éclipse est généralement observée sur une plus grande surface terrestre en tant qu'éclipse partielle.

### Fréquence et périodes
Les éclipses solaires totales sont des évènements rares. Bien qu'il s'en produise sur Terre au moins une tous les six mois, en moyenne l'ombre de la Lune repasse seulement tous les 370 ans au même endroit à la surface terrestre. Mais le délai peut n'être que de seulement une année (au minimum), ou s'étendre à des millénaires.
Ainsi, après avoir attendu aussi longtemps, l'éclipse totale ne dure seulement que quelques minutes, puisque l'ombre de la Lune se déplace vers l'est à 1 700 km/h, au minimum. La totalité ne peut être supérieure à 7 min 40 s, et elle est souvent beaucoup plus courte : au cours de chaque millénaire il y a généralement un peu moins de dix éclipses excédant sept minutes. La dernière fois que cela s'est produit fut le 30 juin 1973. Des observateurs à bord d'un Concorde étaient capables de suivre la totalité durant 74 minutes en volant le long de la trajectoire de l'ombre lunaire. La prochaine éclipse d'une durée comparable ne se reproduira pas avant le 25 juin 2150. L'éclipse solaire totale la plus longue pendant l'actuelle période de 10 000 ans, allant de -4000 à 6000, se produira le 16 juillet 2186, et durera 7 min 29 s.
Si la date et l'heure d'une éclipse est connue, il est possible de prédire d'autres éclipses en utilisant les cycles d'éclipses. Deux de ces cycles sont le Saros et l'Inex. Le Saros est probablement le plus connu, et un des cycles d'éclipses les plus fiables. L'Inex est moins fiable, mais il est très commode pour la classification des éclipses. Lorsqu'un cycle de Saros se finit, un nouveau cycle de Saros débute après un Inex, d'où son nom : in-ex. Un cycle de Saros dure 6 585,3 jours (18 ans, 11 jours et 8 heures), ce qui signifie qu'après cette période, une éclipse quasiment identique à la précédente aura lieu. La principale différence entre ces deux éclipses sera un écart de 120° en longitude, à cause des 1/3 de jour (8 heures), et un petit écart en latitude. Une série de Saros commence toujours par une éclipse partielle dans l'une des régions polaires, puis se décale autour du globe dans une suite d'éclipses centrales (totales ou annulaires) et enfin se termine sur l'autre région polaire. Une série entière dure entre 1 226 et 1 550 ans, et compte 69 à 87 éclipses, dont 40 à 60 centrales.

## Éclipses historiques

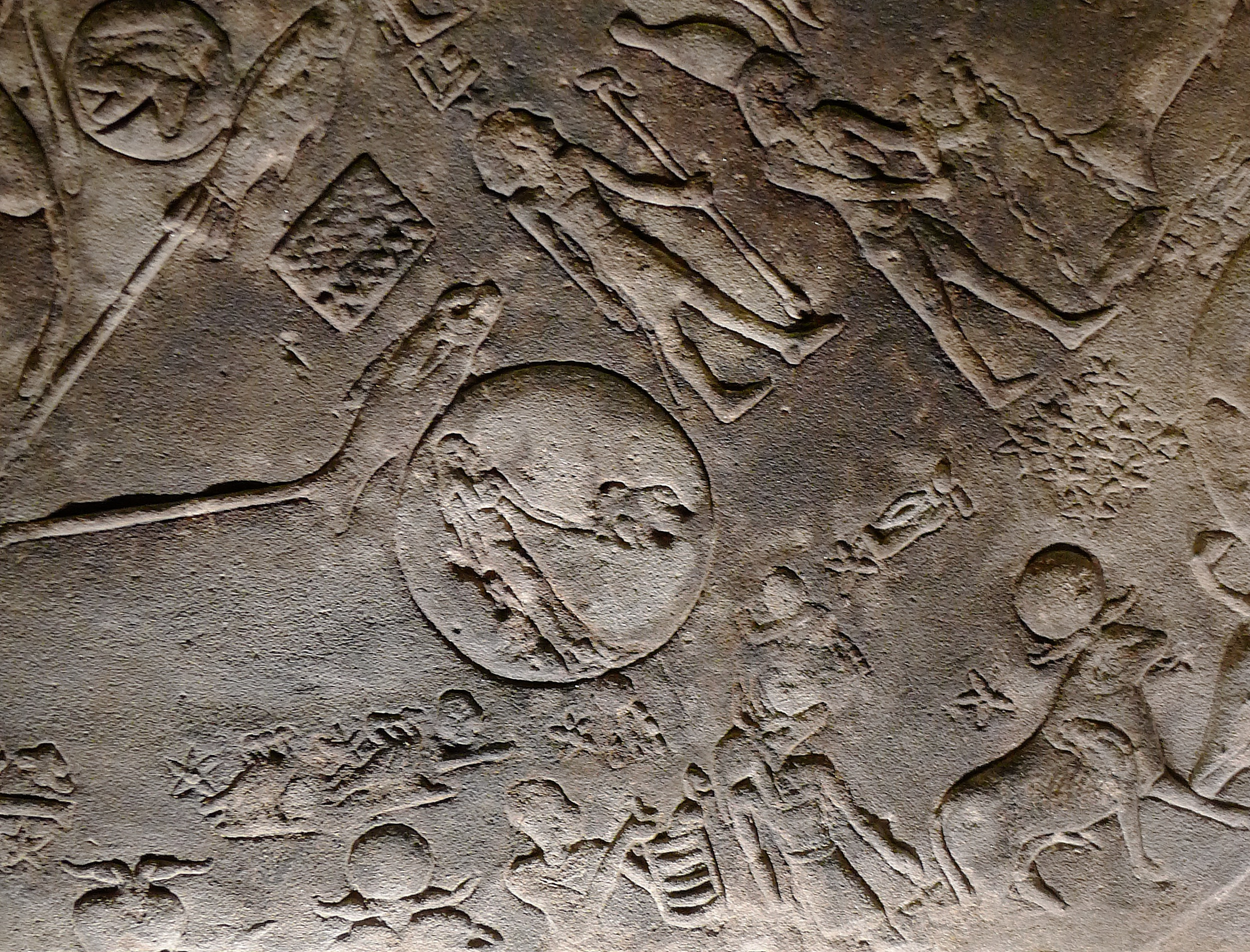
Éclipse solaire du 7 mars 51 avant notre ère (-50 en calendrier astronomique) indiquée sur le zodiaque de Dendérah ; l'éclipse est évoquée par le cercle comprenant Isis qui essaie d'empêcher le babouin -ie la Lune- de cacher le Soleil.

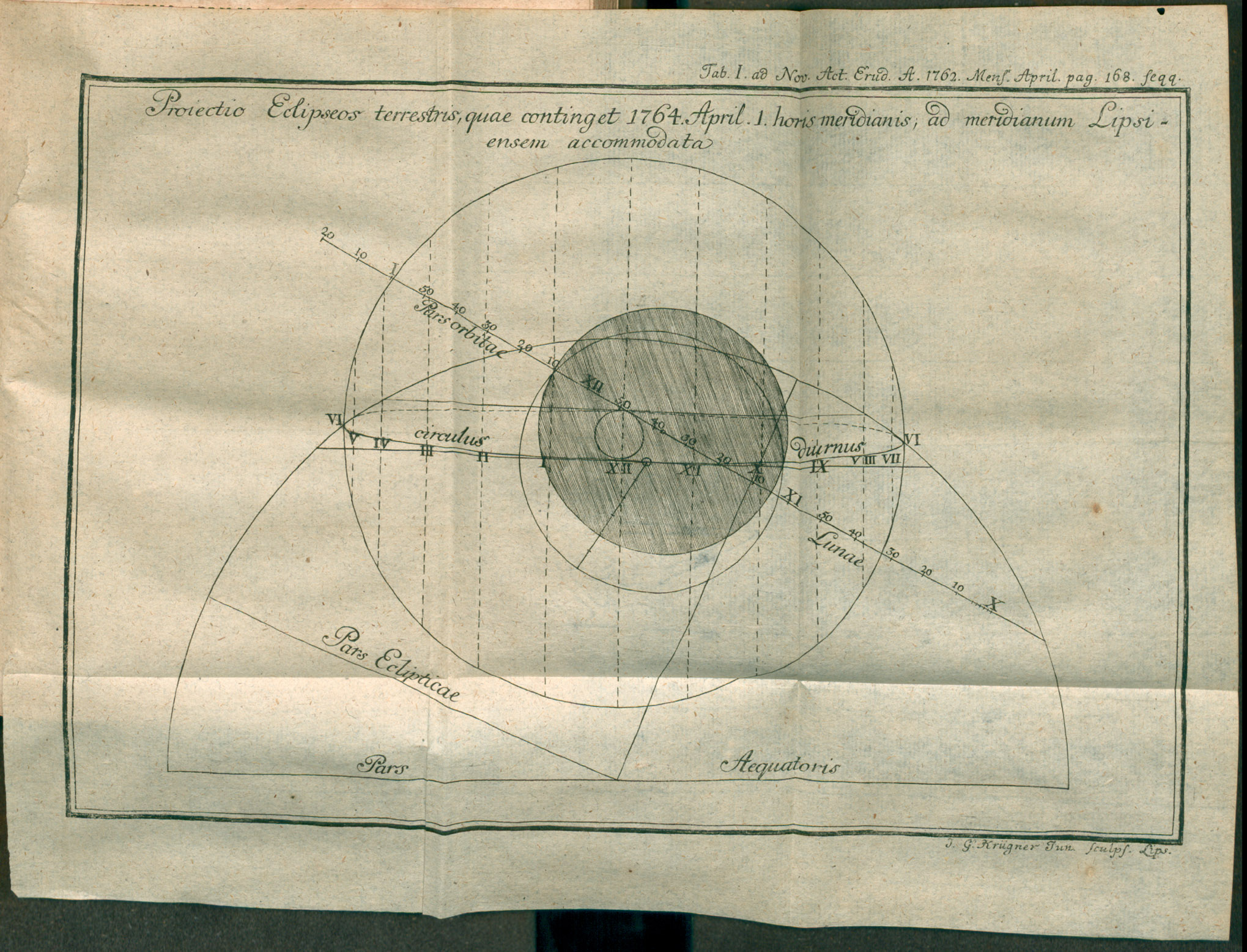
Illustration à De Magna eclipsi solari, quae continget anno 1764, publiée sur les Acta Eruditorum, 1762.

L'éclipse annulaire du 30 octobre 1206 av. J.-C. pourrait correspondre à l'évènement décrit dans le Livre de Josué où Dieu arrête la course du Soleil à la demande de Josué,. Ce serait la plus ancienne référence datée d'une éclipse.
L'éclipse solaire du 15 juin 763 av. J.-C. mentionnée dans un texte assyrien est importante pour la chronologie de l'antique Proche-Orient. Connue aussi sous le nom de l'éclipse de Bûr-Sagalé, c'est la première éclipse solaire mentionnée par des sources historiques qui a été identifiée avec succès.
Les éclipses solaires du 24 novembre 29 ap. J.-C et du 19 mars 33 ap. J.-C pourraient correspondre à l'assombrissement du ciel durant la Crucifixion de Jésus mentionnée dans les évangiles synoptiques. Toutefois, ces théories restent très controversées.
Hérodote signale dans ses écrits que Thalès de Milet avait prédit une éclipse qui s'est produite durant une bataille entre les Mèdes et les Lydiens, le 28 mai 585 av. J.-C. Les soldats des deux camps jetèrent leurs armes et proclamèrent la paix à la suite de ce phénomène. Mais il faut se garder d'accepter à la lettre tout ce que dit Hérodote (cf supra Prédictions).
Une liste des éclipses de Soleil les plus fiables décrites dans les Annales et classées d'après leur saros est disponible.
Une éclipse annulaire a marqué la fin de la victoire zouloue sur les Britanniques à Isandhlwana le 22 janvier 1879, ce qui vaut à ce jour d'être connu en zoulou sous le nom de « jour de la lune morte ».

## Fin des éclipses totales
L'orbite lunaire s'éloigne de la Terre approximativement de 3,8 cm chaque année. Il a été estimé que dans 600 millions d'années, la distance Terre-Lune aura augmenté de 23 500 km, ce qui signifie que la Lune ne pourra plus couvrir complètement le disque solaire. Et ceci sera vrai même quand la Lune sera à son périgée et la Terre à son aphélie.
Un facteur aggravant est que le Soleil augmente lentement en taille durant sa séquence principale, par suite de son augmentation de puissance. Ce qui rendra encore plus difficile pour la Lune de provoquer une éclipse totale. Nous pouvons donc dire que la dernière éclipse solaire totale sur Terre aura lieu dans un peu moins de 600 millions d'années.
Il est à préciser que la dernière fois que l'ombre de la Lune sera susceptible de toucher la surface terrestre, aura lieu vers cette époque[réf. nécessaire][Quand ?], durant une hybride ATA (annulaire-totale-annulaire) dont la zone de totalité sera une portion infime du parcours, très près du midi vrai et assez près de l'équateur, et dans une zone d'altitude. Cette totalité elle-même ne sera qu'une pose imperceptible dans l'apparition des grains de Baily.
Jusqu'à cette époque (très) lointaine, les éclipses totales dureront moins longtemps et seront moins fréquentes, laissant progressivement la place aux éclipses annulaires qui tendront à être encore plus longues et plus fréquentes. À notre époque, ces dernières sont déjà (en moyenne) plus longues et plus fréquentes que les totales. On peut estimer qu'il resterait environ 100 à 200 millions de passages de l'ombre de la Lune sur Terre, jusqu'à cette époque.
Depuis que la Lune est en orbite terrestre et jusqu'il y a environ 600 à 800 millions d'années les éclipses centrales ont toutes été totales, puis sont apparues les premières phases annulaires.

## Effets physiologiques
Quelques travaux ont porté sur l'effet d'une éclipse (totale, ou importante, du Soleil ou de la Lune) sur la faune, par exemple aux États-Unis lors de l'éclipse de 1932 ou plus tard en 1970 sur des chimpanzés, chez des chauve-souris, chez des araignées (qui sont descendues de leur toile comme elles le font chaque soir) en 1994 et chez un lézard nocturne, chez des vaches, chez des écureuils en 1999, sur la dérive des invertébrés aquatiques dans un cours d'eau, ou encore chez les larves d'Ambystoma opacum. C'est ainsi qu'on a par exemple pu montrer que les migrations verticales du zooplancton (et d'autres espèces de la faune pélagique) ne sont pas uniquement déterminées par une horloge interne biologique, car dans le Lac Léman, Giroud & Balay ont observé qu’une éclipse solaire suffit à induire une remontée du zooplancton, et que cette migration vers le haut cesse dès que la lumière solaire réapparait,. Des résultats similaires ont été observés en milieu marin lors d'une éclipse solaire en juin 1975 à 40 milles au nord de Santo Antão (îles du Cap-Vert), puis lors d'une éclipse lunaire (16 septembre 1997) survenue lors d'une étude des migrations du crustacé Meganyctiphanes norvegica suivi effectué en mer de Ligurie en 1999.
Une autre étude a évalué les seuils convulsifs chez 26 patients psychiatriques recevant un traitement électroconvulsif et chez 8 rats soumis à des chocs électroconvulsifs, dont lors de l'éclipse solaire totale du 16 février 1980. Selon les auteurs, leurs résultats ont montré « une réduction significative des seuils convulsifs chez les humains et chez les rats au moment de l'éclipse solaire, probablement en raison de la variation observée du champ géomagnétique de 19 Gammas ».

## Observation

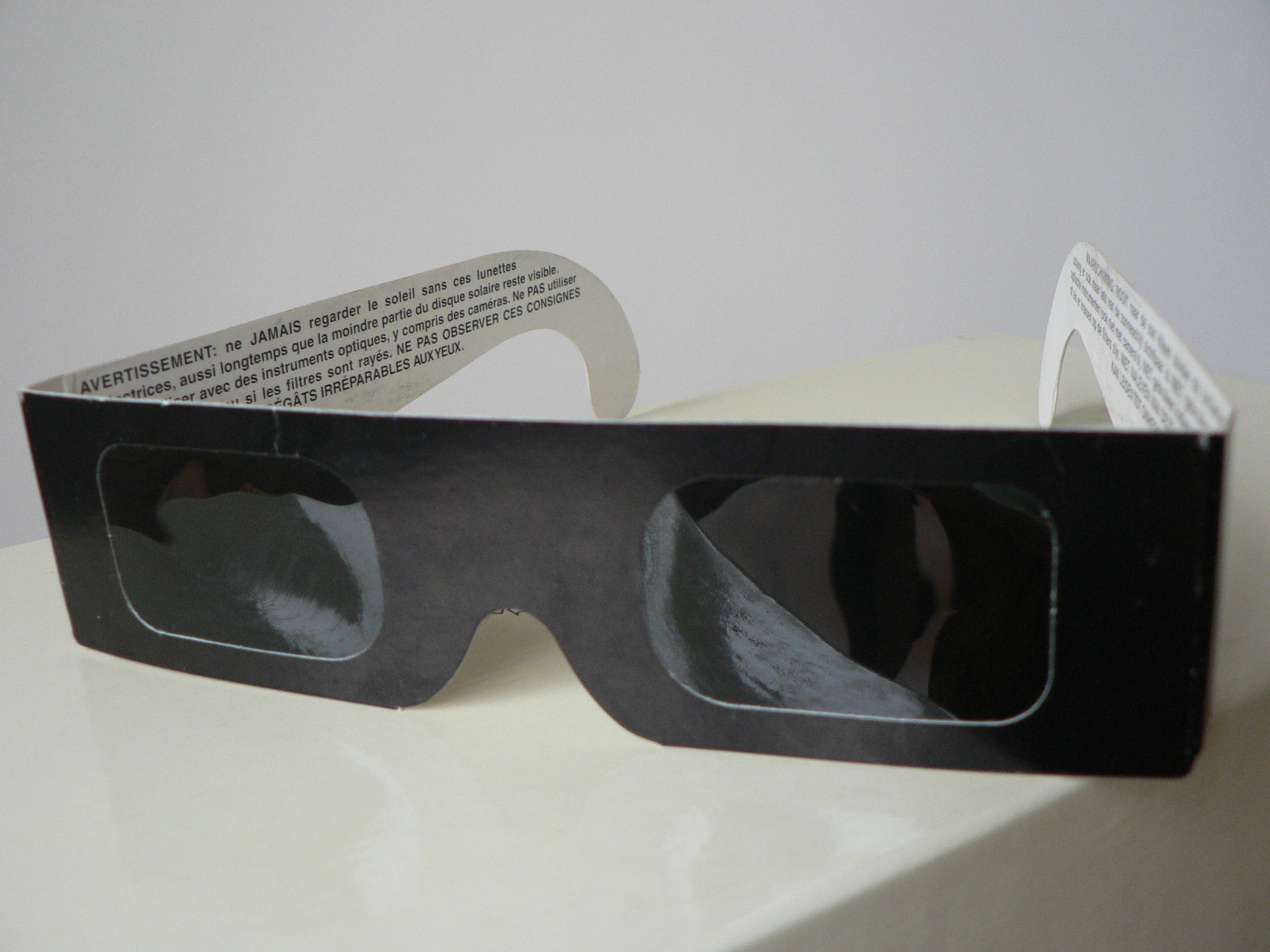
Lunettes « spéciale éclipse ».

Lors des éclipses solaires, le croissant lumineux s'amincit et peut être contemplé sans éblouissement, ce qui augmente la confiance du spectateur et la durée de ses fixations oculaires. Or, le Soleil reste dangereux par le passage de rayons très nocifs : les rayons ultraviolets (UV-A, UV-B) et infrarouges (IR), invisibles, peuvent provoquer plusieurs phototraumatismes sur différents composants de l'œil, la cornée (ulcération, kératite due aux UV), le cristallin (apparition plus précoce de 5 à 10 ans de la cataracte due aux UV), de l'humeur vitrée (coagulation par les IR) et la rétine (brûlure indolore après une trentaine de secondes d'observations, pouvant aller jusqu'à la cécité définitive).

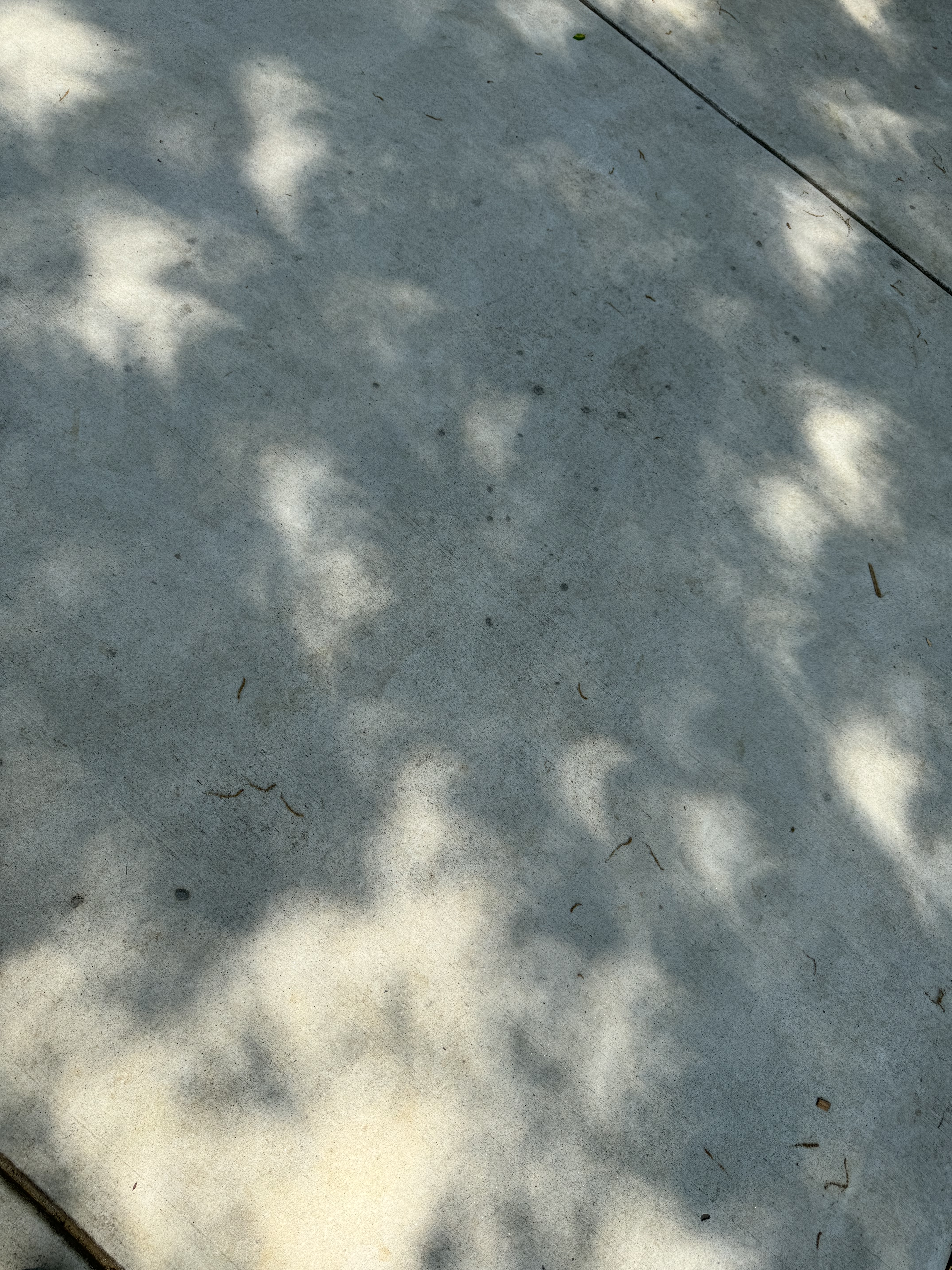
Ombres en forme de croissant pendant l'éclipse de 2024, comme on l'a vu en Géorgie.

Les éclipses solaires ne peuvent être observées directement sans protection, sauf et uniquement pendant la phase de totalité (quand plus aucune partie du soleil n'est visible). Pendant les autres phases, l'observation peut être réalisée à l'aide de lunettes de protection « spéciale éclipse » (à l'origine d'une « guerre des lunettes » en France lors de l'éclipse de 1999), de lunettes de soudeur de protection solaire minimale de 14 ou d'instruments équipés de filtres spéciaux. Elles peuvent aussi être observées indirectement en utilisant le principe du sténopé (petit trou dans une feuille ou une planche, un tube, projection sur un papier ou sur le sol à partir de jumelles, des feuilles d'un arbre ou de doigts en croisillons).

## Dans la fiction
- Le Temple du Soleil, Hergé, Casterman, 1949, Tintin sauve ses compagnons grâce à une éclipse solaire en faisant croire aux Incas qu'il commande au soleil.
- Les Mystérieuses Cités d'Or, série télévisée d'animation, 1982
- Berserk, manga, 1989
- Vampire Diaries, série télévisée (saison 6), Bonnie et Damon Salvatore se retrouve enfermés dans une dimension et revivent tous les jours l'éclipse du 10 mai 1994.
- Heart of Darkness, jeu vidéo, 1998
- Avatar, le dernier maître de l'air, série d'animation, 2005-2007 (Livre 3: Le Feu, Chapitre 10 & 11)
- Apocalypto, film américain, réalisé par Mel Gibson, 2006
- Heroes, série télévisée, 2006-2010
- Mad Men, série télévisée (saison 3 épisode 7), 2009
- Dexter, série télévisée (saison 6 épisode 12, 2012)
- Saint Seiya, dans les OAV Inferno et Elysion, de Masami Kurumada
- Les Simpson, on peut voir des éclipses solaires dans les épisodes Maggie s'éclipse et Le Monorail .
- L'Ultime Attaque (Zulu Dawn), film de Douglas Hickox, 1979, relate l'éclipse du 22 janvier 1879 survenue lors de la bataille d'Isandhlwana.

- L'Amour ouf, film franco-belge de Gilles Lellouche, 2024